# Ashiaraiyashiki

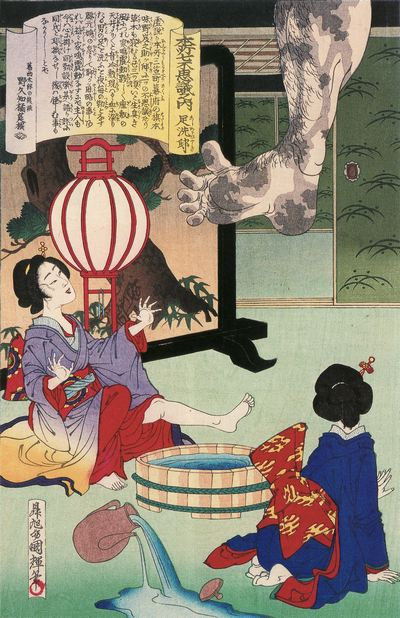
Illustration de l'Ashiaraiyashiki par Utagawa Kuniteru III.

Ashiaraiyashiki (足洗邸, , trad. « la maison de lave pieds ») est un démon du folklore japonais. Il apparait la nuit sous la forme d'un pied géant couvert de boue qui sort du plafond. Si une personne lave le pied, celui-ci disparait, dans le cas contraire, il détruit l'intérieur de la maison.

## Sources
- Shigeru Mizuki (trad. du japonais par Satoko Fujimoto, Patrick Honnoré), Dictionnaire des yokai, vol. 1 A-K, Boulogne, Pika Édition, 2008, 252 p. (ISBN 978-2-84599-812-4, BNF 41186966, présentation en ligne), p. 27.